# Jaan Soots

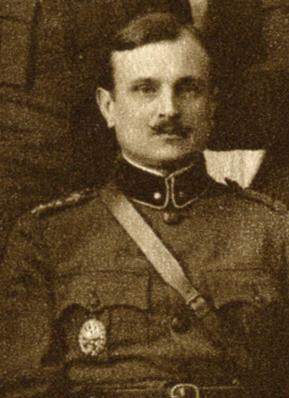
Generalmajor Jaan Soots (1920)

Jaan Soots (* 12. März 1880 in Helme, Gouvernement Livland, Russisches Kaiserreich; † 6. Februar 1942 in Ussolje, Region Perm, Sowjetunion) war ein estnischer Generalmajor und Politiker des Bundes der Landwirte PK (Põllumeeste Kogud), der unter anderem zwischen 1921 und 1923 sowie erneut von 1924 bis 1927 Kriegsminister sowie zwischen 1934 und 1939 Oberbürgermeister von Tallinn war.

## Leben

### Offizier der Kaiserlich Russischen Armee, Erster Weltkrieg und Freiheitskrieg
Jaan Soots trat 1900 als Freiwilliger in die Kaiserlich Russische Armee ein und schloss 1904 die Militärschule von Vilnius ab. Im Anschluss nahm er zwischen 1904 und 1905 am Russisch-Japanischen Krieg teil und absolvierte nach verschiedenen anderen Verwendungen als Offizier von 1910 bis 1913 ein Studium an der Nikolaus-Generalstabsakademie. Während des Ersten Weltkrieges war er Offizier im Generalstab der Kaiserlich Russischen Armee und wurde zuletzt zum Oberstleutnant befördert. 1917 kehrte er nach Estland zurück, wo er den Aufbau des Stabes der neu gegründeten Ersten Estnischen Division organisierte und dessen Chef er im Dezember 1918 wurde. Während des Estnischen Freiheitskrieges war er zwischen 1918 und 1920 Chef des Generalstabes der Estnischen Armee. Er nahm im Anschluss an den Verhandlungen zum Frieden von Dorpat teil, der den Krieg mit Sowjetrussland beendete. Über seine Erlebnisse im Freiheitskrieg verfasste er das Buch Wojna Estonii o Wyzwolenie 1918–1920, das 1929 erschien.

### Abgeordneter und Kriegsminister
Nach Kriegsende schloss sich Soots der Estnischen Landvolkunion EMRL (Eesti Maarahva Liit) von Konstantin Päts an und wurde für diese bei der Wahl vom 27. bis 29. November 1920 zum Mitglied des Reichstages (Riigikogu) gewählt. Er wurde bei den Wahlen vom 5. bis 7. Mai 1923, 15. bis 17. Mai 1926 sowie 11. bis 13. Mai 1929 als Kandidat des Bundes der Landwirte PK (Põllumeeste Kogud) jeweils wiedergewählt und gehörte dem Reichstag bis zum 21. Mai 1932 an. 
Am 25. Januar 1921 wurde Generalmajor Jaan Soots von Ministerpräsident Konstantin Päts zum Kriegsminister (Sõjaminister) in das Kabinett Päts I berufen und bekleidete dieses Ministeramt auch im darauf folgenden Kabinett Kukk in der Zeit von 21. November 1922 bis 2. August 1923. Als Kriegsminister schützte er die Interessen der Armee, das sich auch in der Zuweisung von Grundstücken an Armeeangehörige und Kriegsveteranen widerspiegelte. Während seiner ersten Amtszeit wurde 1921 die erste Militärschule der nunmehr unabhängigen Staaten im Baltikum eröffnet. Zudem unterstützte er das Militärabkommen mit Polen, da nach seiner Ansicht enge Beziehungen zwischen Estland und Polen die Unabhängigkeit Estlands gegen eine Aggression der Sowjetunion schützen würde. Andererseits stieß seine Personalpolitik auf Kritik, da er Berufsoffiziere mit „ordnungsgemäßer“ militärischer Laufbahn bevorzugte. Dazu warb er Absolventen der Militärschulen an sowie andere Offiziere der Kaiserlich Russischen Armee, die erst nach 1920 nach Estland kamen und zuvor nicht am Freiheitskrieg teilgenommen hatten. Einige dieser Offiziere hatten zwischen 1917 und 1920 in der Weißen Armee oder sogar in der Roten Armee gedient, also in jenen Armeen, derer sich die Esten in ihrem Freiheitskampf hatten erwehren müssen. Diese Personalpolitik führte zu Protesten unter den Kriegsveteranen, die zwar am Freiheitskrieg teilgenommen hatten, aber nicht als Offiziere in die estnische Armee übernommen wurden. Daraus folgte eine wachsende Popularität der Liga der Veteranen des Freiheitskrieges EVL (Eesti Vabadussojalaste Liit) in der ersten Hälfte der 1920er Jahre.
Am 16. Dezember 1924 wurde Soots im Kabinett Jaakson abermals Kriegsminister und hatte dieses auch im darauf folgenden Kabinett Teemant I (15. Dezember 1925 bis 23. Juli 1926) sowie im Kabinett Teemant II (23. Juli 1926 bis 4. März 1927) inne. Im zweiten Kabinett Teemant war er zugleich zwischen dem 12. November 1926 und dem 4. März 1927 auch geschäftsführender Innenminister (Siseminister).

### Oberbürgermeister von Tallinn
1933 wurde Jaan Soots als Vertreter des Bundes der Landwirte zum Mitglied der Parlamentarischen Verfassungskommission ernannt. Nach dem Staatsstreich vom 12. März 1934 unter Konstantin Päts und Johan Laidoner wurde erwartet, dass er Präsident des Reichstages würde. Der Reichstag verweigerte aber am 28. September 1934 seine Wahl, woraufhin Rudolf Penno in das Amt des Parlamentspräsidenten gewählt wurde. Obwohl er ein Unterstützer von Päts und Laidoner war, schwächte sich sein politischer Einfluss nach dem Staatsstreich. Im April 1934 wurde er Mitglied des Stadtrates von Tallinn und fungierte als Nachfolger von Anton Uesson als Bürgermeister und Vorsitzender des Stadtrates und war zuletzt vom 1. Mai 1938 bis zu seiner Ablösung durch Aleksander Tõnisson im Dezember 1939 Oberbürgermeister von Tallinn.
Nach dem Einmarsch sowjetischer Truppen 1940 wurde Soots, der auch Mitglied des Unternehmerverbandes war, verhaftet und verstarb zwei Jahre später in einem sowjetischen Kriegsgefangenenlager in der Ukraine.

## Auszeichnungen
Für seine Verdienste um Estland erhielt Jaan Soots das Freiheitskreuz, den Orden des weißen Sterns sowie den Lāčplēsis-Orden.
Für seine Verdienste in der Kaiserlichen Armee wurde er mit dem Sankt-Stanislaus-Orden, den Russischen Orden der Heiligen Anna sowie den Orden des Heiligen Wladimir ausgezeichnet.

## Veröffentlichung
- Wojna Estonii o Wyzwolenie 1918–1920 (Der estnische oder der Befreiungskrieg 1918–1920), 1929.